# 索马诺
索马诺（義大利語：Somano），是意大利库内奥省的一个市镇。总面积11.81平方公里，人口376人，人口密度31.8人/平方公里（2009年）。ISTAT代码为004221。